# Suttirat Anne Larlarb
Suttirat Anne Larlarb (née en 1971) est une costumière américaine et décoratrice de cinéma et de spectacle vivant. Elle a notamment conçu les costumes de la cérémonie d'ouverture des Jeux olympiques d'été de 2012.

## Biographie
Suttirat Larlarb étudie les beaux-arts et commence à travailler en tant que directrice artistique, avant de se spécialiser dans les costumes.

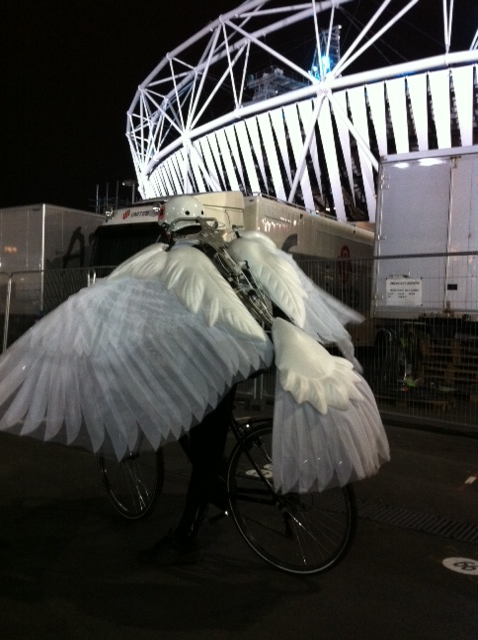
Un des costumes créés pour les Jeux olympiques de 2012

Elle travaille à partir de 2010 à la conception et à la réalisation des costumes pour la cérémonie d’ouverture des Jeux olympiques de Londres, dont l'organisation est confiée à Danny Boyle (avec qui elle avait déjà travaillé entre autres sur Slumdog Millionaire en 2008).
Elle conçoit ensuite les costumes pour la production de la pièce musicale adaptée de Finding Neverland à l’American Repertory Theater.
Larlarb retourne ensuite au cinéma et réalise les costumes du 25e James Bond, Mourir peut attendre, travaillant ainsi avec les marques habituelles de la saga.

## Distinctions
- 2009 : Meilleurs costumes contemporains dans un film, par la Costume Designers Guild, pour Slumdog Millionaire

## Filmographie
- 2000 : La Plage de Danny Boyle
- 2001 : Enigma de Michael Apted
- 2002 : Men in Black II de Barry Sonnenfeld
- 2006 : Un nom pour un autre de Mira Nair
- 2007 : La Famille Savage de Tamara Jenkins
- 2007 : Sunshine de Danny Boyle

- 2008 : Slumdog Millionaire de Danny Boyle[2]
- 2008 : My Sassy Girl de Yann Samuell
- 2010 : 127 Heures de Danny Boyle
- 2010 : The American d’Anton Corbijn
- 2010 : Le Secret de Peacock de Michael Lander
- 2011 : The Extra Man de Shari Springer Berman et Robert Pulcini
- 2011 : Sortilège de Daniel Barnz
- 2011 : Cinema Verite de Shari Springer Berman et Robert Pulcini
- 2013 : Trance de Danny Boyle
- 2015 : Steve Jobs de Danny Boyle
- 2017 : American Gods (série télévisée)
- 2019 : Gemini Man de Ang Lee
- 2021 : Mourir peut attendre de Cary Joji Fukunaga[4]
- 2022 : Obi-Wan Kenobi (série télévisée)[1]
- 2025 : Alien: Earth (série télévisée)